# Feldgrau
Feldgrau o gris de campaña ha sido el color gris básico oficial de uniforme militar de las fuerzas armadas alemanas desde principios del siglo XX hasta 1945 o 1989, respectivamente. Sin embargo, de acuerdo con el código de color, no había una definición científica exacta, por lo que eran posibles tinturas grises ligeramente diferentes. Las fuerzas armadas de otros países seleccionaron ligeras variaciones o tonos de ese color de acuerdo con el alemán Feldgrau. Metafóricamente, feldgrau se refería a los ejércitos de Alemania (el Ejército del Imperio alemán) y el componente de Heer (en las fuerzas de tierra, o el ejército) de la "Reichswehr" y la "Wehrmacht").

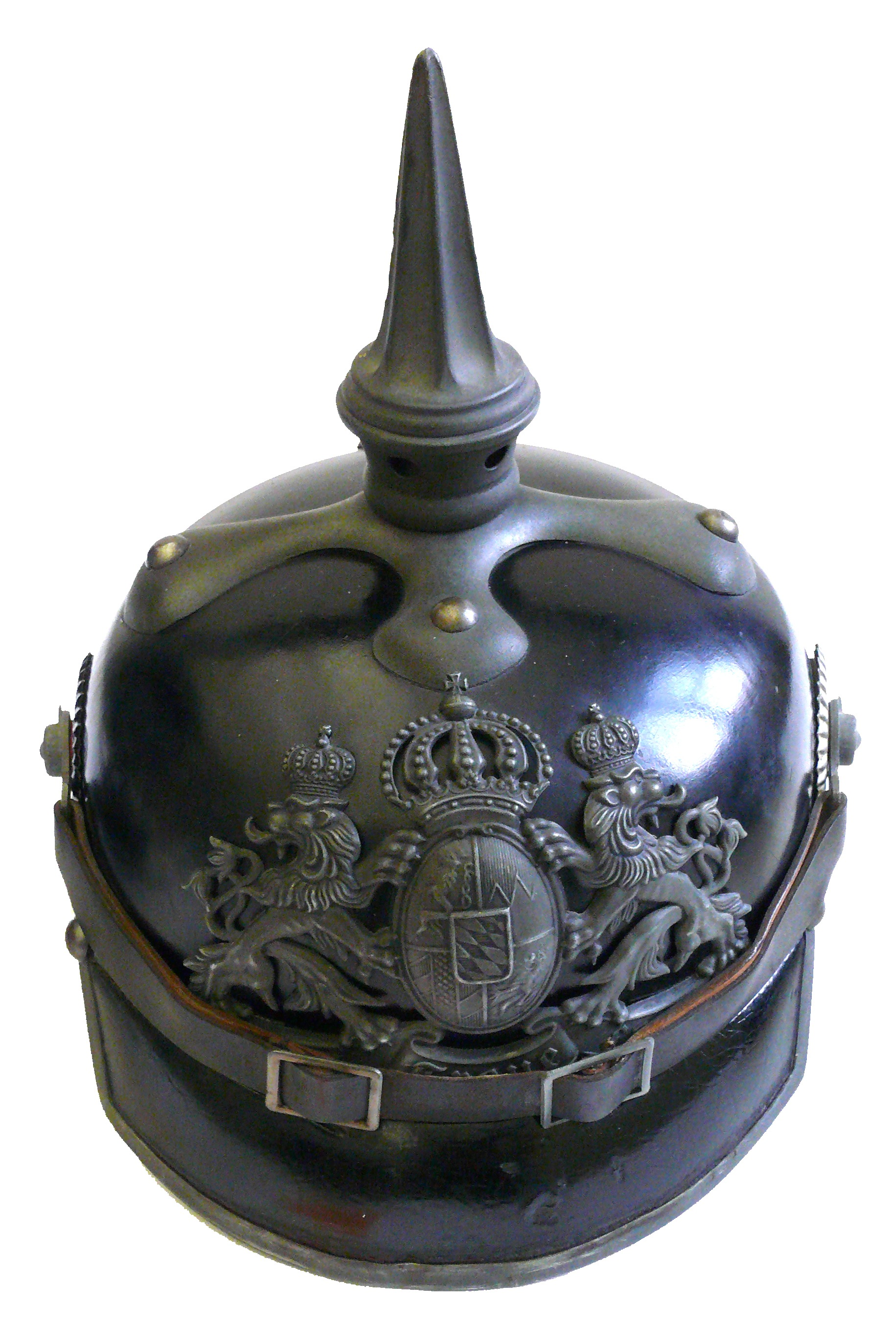
Casco alemán de 1915

## Resumen
Coloquialmente, hoy en día feldgrau significa claramente  el color del uniforme alemán, especialmente para la Segunda Guerra Mundial, pero también para el Ejército Popular Nacional de Alemania Oriental, bajo la descripción Steingrau (piedra gris). Feldgrau fue presentado a las Fuerzas Armadas austríacas (Bundesheer) en línea con el patrón alemán.
Para la Primera Guerra Mundial el color  feldgrau  era un gris-verde claro, aunque no hay color específico, más bien una gama de colores de grises a marrones en lo que era uno de los primeros uniformes estandarizados adecuados para la época de la pólvora sin humo.

## Historia
En 1910 se dispuso por decreto en Prusia el denominado "uniforme gris de paz" ("feldgraue Friedensuniform"), con puños, revestimientos de color, correas de hombro y cuello, seguido por el resto de ejércitos alemanes, el último de los cuales fue el ejército bávaro en abril de 1916. Anteriormente, los alemanes llevaban una tono azul prusiano similar a la del ejército francés.
Simultáneamente, se caracterizó por el final de una variedad de uniformes de diferentes colores en los estados alemanes. Con ese nuevo y único "uniforme gris de paz" el Ejército alemán Imperial (Deutsches Heer) comenzó las campañas militares en la Primera Guerra Mundial.

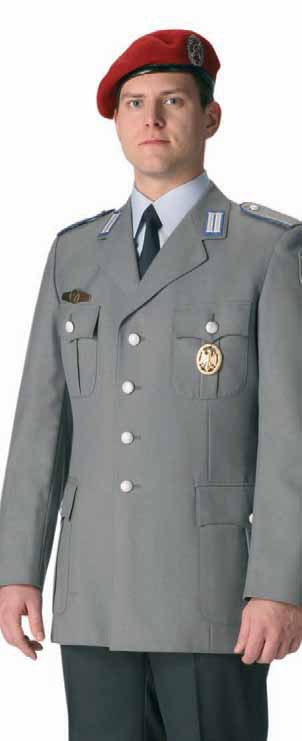
Uniforme actual del Bundeswehr, en tono hellgrau

Otros países seleccionaron feldgrau como el color básico para uniformes, correas de hombro, insignias de la manga o resto de equipo . Así fue feldgrau introducido por las Fuerzas Armadas Suecas en 1923 en línea con el patrón alemán.

## Otros países hoy

### Austria

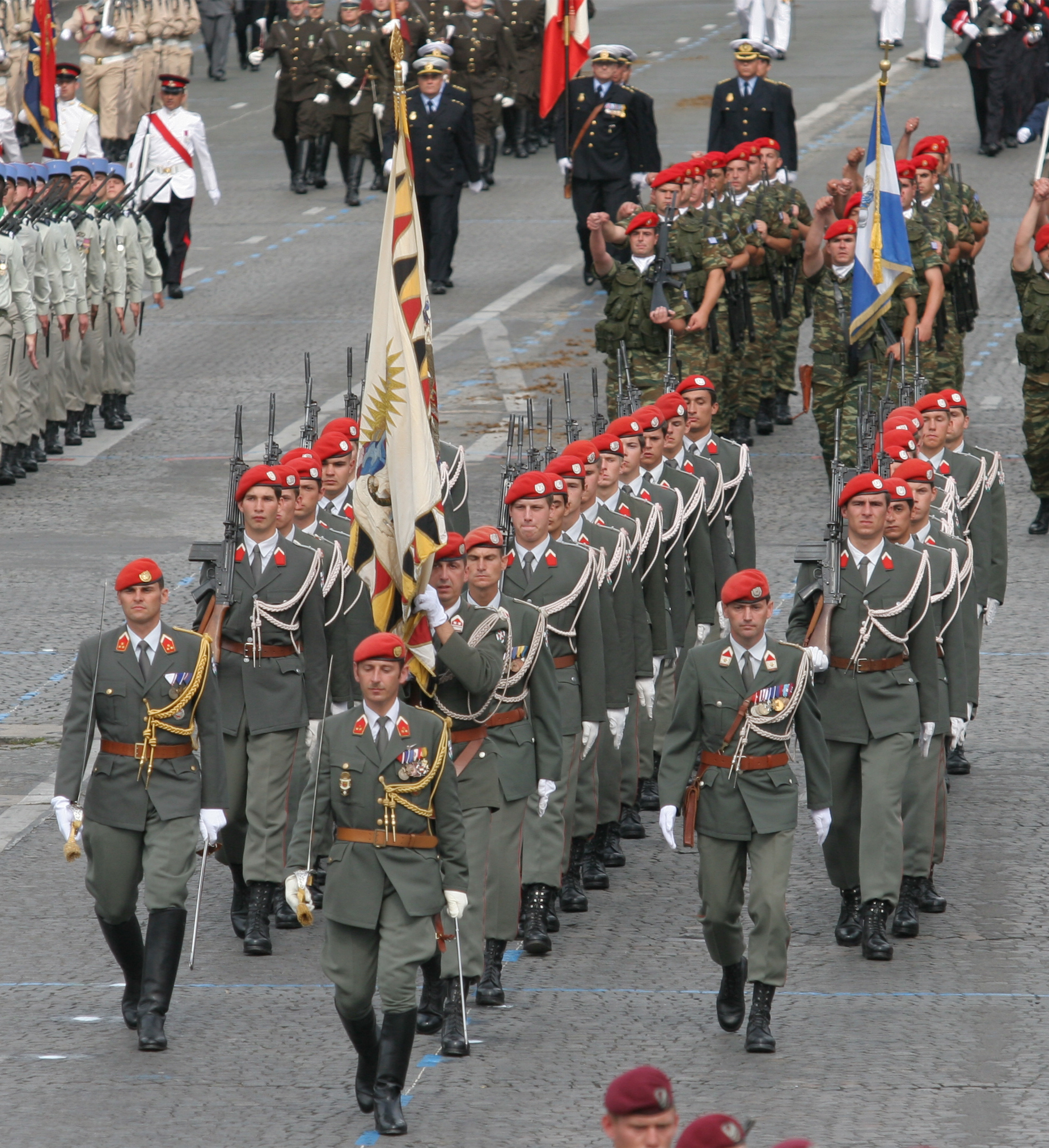
Uniformes austriacos

Con la formación de las Fuerzas Armadas de la 1ª Federación Austriaca en 1929, hubo una estrecha orientación hacia Alemania. Por ejemplo, el uniforme feldgrau (que proporciona algunas características de camuflaje) y los colores de unidades y de insignias de rango  fue adoptado. Sin embargo, otros tonos grises ligeramente diferentes eran también posibles. aunque no demostraron proveer las características anticipadas del camuflaje.
Hoy en día, de acuerdo con las tradiciones nacionales, el color de las Fuerzas Armadas de la 2ª Federación Austríaca se denomina feldgrau (también 'braungrau'), 'Steingrau' (también steingrau-oliv) o más popularmente  OTAN-oliv .

### Chile

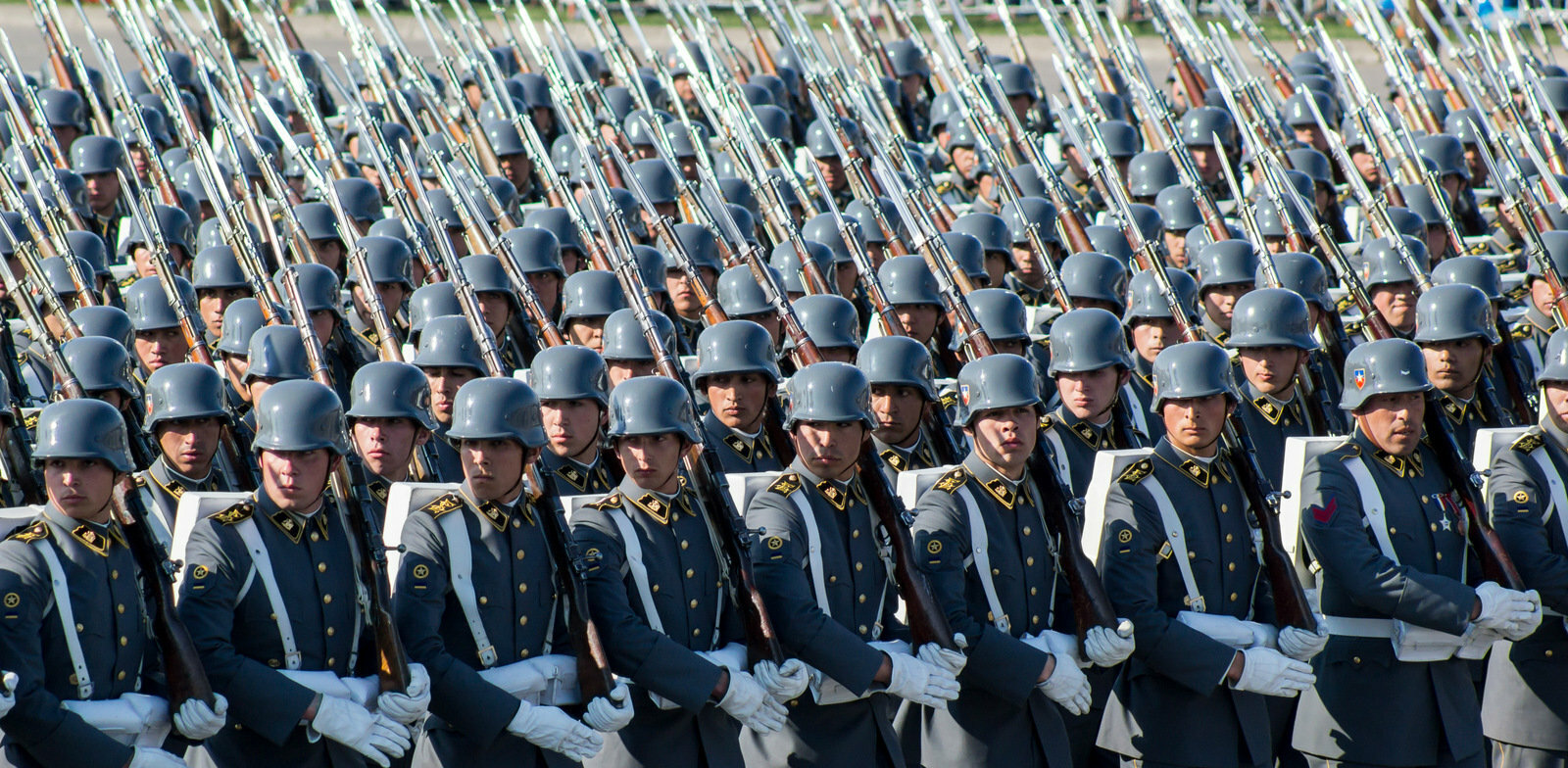
Escuela de Suboficiales del Ejército de Chile.

El Ejército de Chile, lleva el uniforme de parada completo en feldgrau, esto con la misión de prusianización liderada por Emilio Körner posterior a la guerra del pacífico, esto por los resultados prusianos en la guerra franco-prusiana

### Suecia
Las Fuerzas Armadas suecas utilizaron un color muy similar para los uniformes de la infantería, por ejemplo el gris y más tarde en gris-verde como los alemanes. El último uniforme que utilizó el color fue el uniforme de invierno de lana.